# 女祭司 (塔羅牌)
在塔罗牌中，女祭司是大阿尔克那中编号为2的牌。在18世纪出现的马赛塔罗牌中，这张牌被称为女教皇（La Papesse），可能指的是传说中的女教宗琼安。

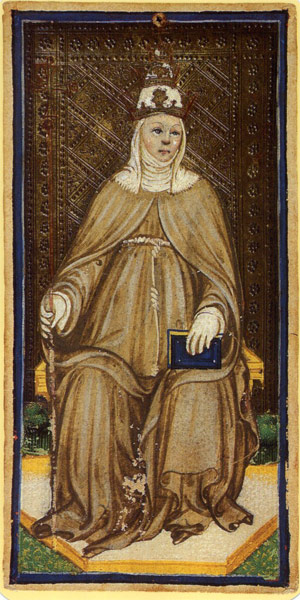
15世纪威斯康提塔罗牌中的女祭司

不是所有的塔罗牌都把这张牌与女教皇联系起来。这张牌联系的其他人有艾西斯，圣母玛利亚，基督的新妇，朱诺等。

## 牌面
在韦特牌中，女祭司被描绘成舍吉拿的形象。她穿着朴素的长袍，手放在大腿上端坐。她的脚上有一个新月，类似于古埃及女神哈索尔，胸前有一个十字架。她手上的卷轴上写着字母TORA。她坐在黑白的柱子之间，字母J和B象征着Jachin and Boaz，所罗门圣殿的两根柱子；神庙的帷幔在她后面。

## 流行文化
- 2024年美國影集《阿嘉莎：無所不在》被引用主角一行人的代表人物之一。